# 광야의 결사대
"광야의 결사대"는 한국에서 제작된 정창화 감독의 1966년 영화이다. 황해 등이 주연으로 출연하였고 우기동 등이 제작에 참여하였다.

## 출연

### 주연
- 황해
- 허장강
- 장동휘
- 구봉서

## 기타
- 조명: 강용신
- 미술: 정우택